# Atchison, Topeka and Santa Fe Railway
La Atchison, Topeka and Santa Fe Railway (marchio ATSF), a volte abbreviata in Ferrovia di Santa Fe (Santa Fe Railway) o AT&SF, era una società ferroviaria statunitense. La Ferrovia di Santa Fe è stata una delle più grandi degli Stati Uniti. Fondata nel febbraio 1859, la ferrovia raggiunse il confine tra Kansas e Colorado nel 1873 e la città di Pueblo, Colorado, nel 1876. Per creare una domanda ai suoi servizi, la ferrovia stabilì uffici immobiliari e vendette terreni agricoli dalle concessioni terriere che furono assegnati dal Congresso. Nonostante il nome, la sua linea principale non raggiungeva Santa Fe, Nuovo Messico, poiché il terreno era irregolare per la costruzione; la città era collegata grazie ad un breve ramo ferroviario che si distaccava da Lamy.
La Santa Fe fu una pioniera nel trasporto intermodale, un'impresa che (da un momento all'altro) comprendeva una flotta di rimorchiatori (Santa Fe Railroad Tugboats) e una compagnia aerea (Santa Fe Skyway). La sua linea di autobus estendeva il trasporto passeggeri per le aree non accessibili in treno, e traghetti sulla baia di San Francisco permettevano ai viaggiatori di completare i loro viaggi ad ovest verso l'Oceano Pacifico. La AT&SF fu oggetto di una canzone popolare di Harry Warren e Johnny Mercer, "On the Atchison, Topeka and the Santa Fe", scritta per il film Le ragazze di Harvey (1946).
La diramazione principale, o di Pekin partiva da Ancona (Illinois) e, passando per Kansas City e Topeka, si ricongiungeva alla linea principale a Burlington (Kansas). Esistevano molte altre linee secondarie; si ricordano almeno, da est ad ovest: quella per Galveston, quella per Salt Lake City, quella per El Paso (che continuava oltre il confine messicano nella linea messicana centrale), e i due prolungamenti da Los Angeles verso Sacramento e San Diego.
La ferrovia cessò ufficialmente le operazioni il 31 dicembre 1996, quando si fuse con la Burlington Northern Railroad per formare la Burlington Northern and Santa Fe Railway.

## Storia

### Atchison, Topeka & Santa Fe Railway

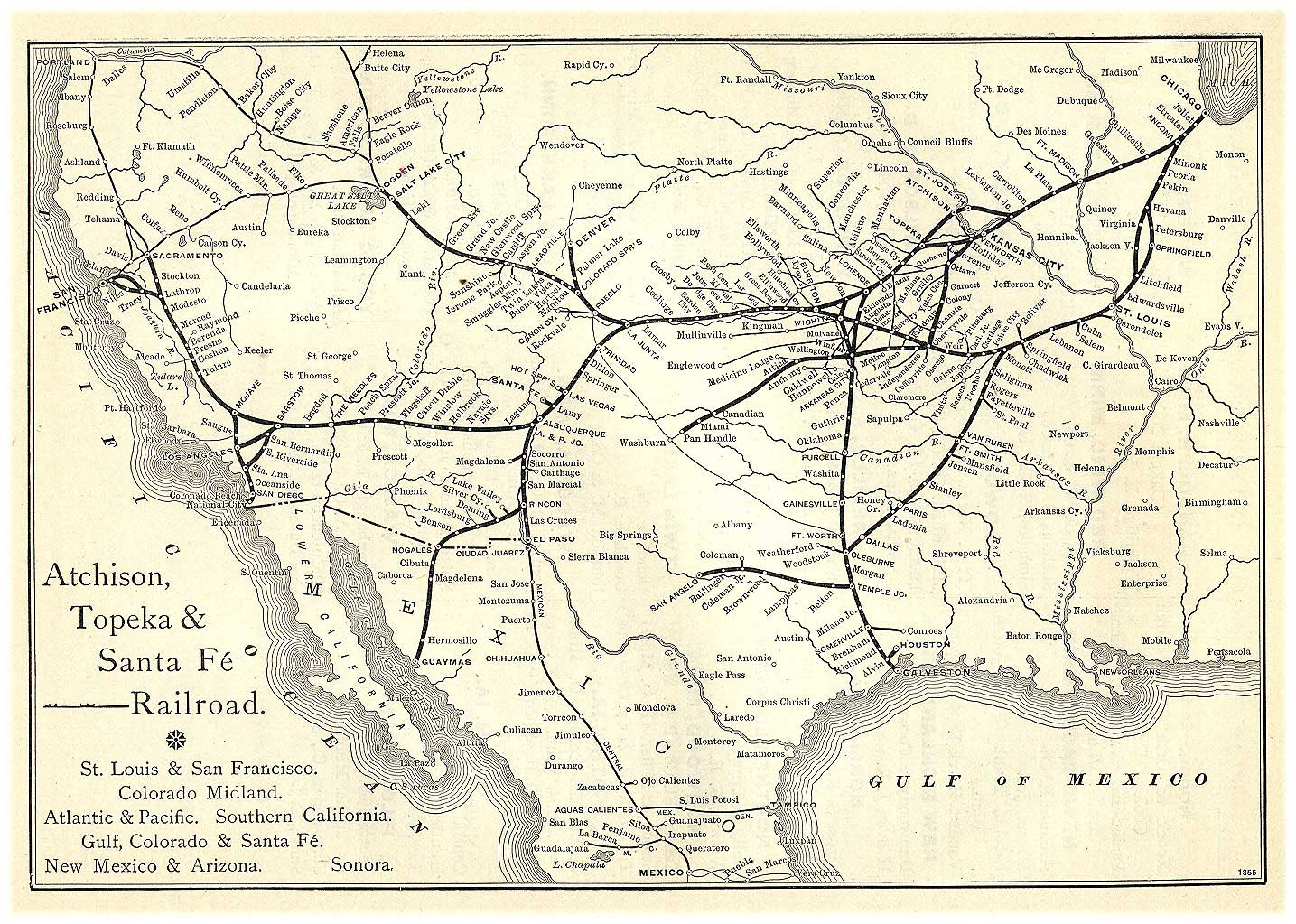
Mappa della ferrovia principale e dei rami secondari

La Atchison, Topeka & Santa Fe Railway (AT&SF) fu fondata l'11 febbraio 1859 per collegare Atchison e Topeka, Kansas, con Santa Fe, Nuovo Messico. Nei suoi primi anni, la ferrovia promosse la creazione di insediamenti nel Kansas. Gran parte delle sue entrate provenivano dal grano coltivato e dai bovini guidati a nord dal Texas a Wichita e Dodge City nel settembre del 1872.
Invece di proseguire a sud verso Dodge City come indicato dalla mappa, la AT&SF cambiò rotta a sud-ovest verso il passo di Raton a causa dei depositi di carbone nei pressi di Trinidad, Colorado, e Raton, Nuovo Messico. La Denver & Rio Grande Railroad (D&RG) stava puntando sul passo di Raton, ma gli equipaggi della AT&SF arrivarono prima in una mattina del 1878 ed erano al lavoro con bastoni e pale, mentre invece gli equipaggi della D&RGW si presentarono per la prima colazione. Allo stesso tempo le due ferrovie ebbero una serie di controversie circa l'occupazione della Gola Reale ad ovest di Cañon City, Colorado; questo portò a due anni di conflitti che alla fine diedero inizio alla cosiddetta guerra ferroviaria della Gola Reale. L'intervento federale stabilì un accordo extragiudiziale il 2 febbraio 1880, sotto forma del cosiddetto "Trattato di Boston", in cui la D&RG fu autorizzata a completare la sua linea e affittarla per l'uso da parte della Santa Fe. La D&RG pagò circa 1,4 milioni di dollari alla Santa Fe per il suo lavoro all'interno della gola ed egli era convenuto di non estendere la sua linea a Santa Fe, mentre invece la Santa Fe accettò di rinunciare alle proprie rotte per Denver e Leadville.
Costruire attraverso il Kansas e il Colorado orientale era semplice, a parte quei pochi ostacoli naturali, ma per la ferrovia era quasi economicamente impossibile a causa della popolazione scarsamente popolata. Creò uffici immobiliari nell'area e promosse gli insediamenti attraverso il Kansas sulla terra che gli era stata concessa dal Congresso nel 1863. Offrì tariffe scontate a chiunque viaggiasse ad ovest per ispezionare la terra; se la terra veniva acquistata, la ferrovia applicava la tariffa del passeggero verso il prezzo del terreno.
La AT&SF raggiunse Albuquerque nel 1880; Santa Fe, la destinazione originale della ferrovia, si trovava in un corto ramo ferroviario da Lamy, Nuovo Messico. Nel marzo del 1881 la AT&SF fu connessa con la Southern Pacific (SP) a Deming, Nuovo Messico, formando il secondo percorso ferroviario transcontinentale. La ferrovia fu successivamente costruita a sud-ovest da Benson, Arizona, a Nogales, sul confine messicano, dove era collegata con la Sonora Railway, che la AT&SF aveva costruito a nord dal porto messicano di Guaymas.
La AT&SF acquistò la Southern California Railway il 17 gennaio 1906, con questo acquisto, acquisì anche la Los Angeles and San Gabriel Valley Railroad e la California Central Railway.

### Atlantic and Pacific Railway
La Atlantic & Pacific Railroad (A&P) fu fondata nel 1866 per costruire a ovest da Springfield, Missouri, lungo il 35º parallelo di latitudine (circa attraverso Amarillo, Texas, e Albuquerque, Nuovo Messico) ad un incrocio con la SP al fiume Colorado. La piccola A&P non possedeva collegamenti ferroviari. La linea che doveva diventare la St. Louis-San Francisco Railway (Frisco) non avrebbe raggiunto Springfield per altri quattro anni e la SP non fu costruita a est da Mojave fino al fiume Colorado fino al 1883. La A&P iniziò la costruzione nel 1868, costruendo a sud-ovest dove sarebbe diventato l'Oklahoma, e prontamente entrò in liquidazione.
Nel 1879 la A&P fece un accordo con le ferrovie Santa Fe e Frisco per costruire una linea ferroviaria per ognuna. Le ferrovie costruirebbero congiuntamente e possedevano la ferrovia A&P ad ovest di Albuquerque. Nel 1883 la A&P raggiunse Needles, California, dove era collegata con una linea della SP. La A&P costruì anche una linea tra Tulsa, Oklahoma, e St. Louis, Missouri, per la Frisco, ma la porzione Tulsa-Albuquerque rimase non costruita.

### L'espansione
La Santa Fe cominciò ad espandersi: una linea da Barstow, California, a San Diego, nel 1885 e a Los Angeles nel 1887; il controllo della Gulf, Colorado & Santa Fe Railway (Galveston-Fort Worth) nel 1886 e una linea tra Wichita e Fort Worth nel 1887; linee da Kansas City a Chicago, da Kiowa, Kansas, ad Amarillo, e da Pueblo a Denver (in parallelo alla D&RGW) nel 1888; e l'acquisto della Frisco e della Colorado Midland Railway nel 1890. Nel gennaio del 1890, l'intero sistema consisteva di circa 7.500 chilometri di pista.
Il panico del 1893 aveva lo stesso effetto sulla AT&SF che aveva su molte altre ferrovie; problemi finanziari e successive riorganizzazioni. Nel 1895 la AT&SF vendette la Frisco e la Colorado Midland e scrisse le perdite, ma comunque mantenne il controllo della A&P.
La Santa Fe Railway voleva ancora raggiungere la California sulle proprie rotaie (affittò la linea della SP da Needles a Barstow) e lo stato della California avrebbe corteggiato con impazienza la ferrovia per rompere il monopolio della SP. Nel 1897 la ferrovia scambiò la Sonora Railway del Messico con la SP per la loro linea tra Needles e Barstow, dando alla AT&SF la propria linea da Chicago alla costa del Pacifico. Era unica a questo proposito finché la Milwaukee Road completò la sua estensione allo stretto di Puget nel 1909.
La successiva espansione della Santa Fe Railway comprendeva le linee da Amarillo a Pecos (1899); da Ash Fork, Arizona, a Phoenix (1901); da Williams, Arizona, al Grand Canyon (1901); il Belen Cutoff dalla linea da Pecos a Texico a Isleta Pueblo, Nuovo Messico, a sud di Albuquerque, superando i gradi del passo di Raton (1907); e il Coleman Cutoff, da Texico a Coleman, Texas, vicino Brownwood (1912).
Nel 1907, la AT&SF e la SP si unirono per formare la Northwestern Pacific Railroad (NWP), che acquisì varie corte linee ferroviarie e costruì nuove linee che li collegano per formare un percorso dal nord di San Francisco ad Eureka, California. Nel 1928, la Santa Fe vendette la metà della NWP alla SP. Inoltre, la Santa Fe acquistò la parte degli Stati Uniti della Kansas City, Mexico & Orient Railway (la porzione messicana della linea divenne la Chihuahua-Pacific Railway, oggi parte del National Railways of Mexico).
Poiché lunghi tratti della sua linea principale attraversano aree senza acqua, la Santa Fe è stata una dei primi acquirenti di locomotive diesel per il servizio di trasporto merci. La ferrovia era nota per i suoi treni passeggeri, in particolare El Capitan e Super Chief del tratto Chicago-Los Angeles (attualmente operante come Southwest Chief dell'Amtrak), e per le case alimentari e le carrozze che erano gestite da Fred Harvey. Molte di queste Harvey Houses sopravvivono, in particolare El Tovar, che si trova proprio accanto al Grand Canyon.
Il 29 marzo 1955 la ferrovia era una delle tante società che sponsorizzavano attrazioni a Disneyland con la sponsorizzazione quinquennale di tutti i treni e le stazioni di Disneyland.
I progetti di costruzione dopo la seconda guerra mondiale erano un ingresso a Dallas dal nord e il trasferimento della linea principale attraverso il nord dell'Arizona, tra Seligman e Williams. Nel 1960, la AT&SF acquistò la Toledo, Peoria & Western Railroad (TP&W), quindi vendette un mezzo interesse alla Pennsylvania Railroad (PRR). La TP&W tagliava dritto ad est attraverso l'Illinois da vicino a Fort Madison, Iowa, fino a un collegamento con la PRR ad Effner, Indiana, formando una circonvallazione intorno a Chicago per il traffico che si sposta tra le due linee. La rotta della TP&W non si è adattata al modello del successore della PRR, la Conrail, sviluppata dopo il 1976, quindi la AT&SF riacquistò l'altra metà, si è fusa con la TP&W nel 1983, poi l'ha venduta in modo indipendente nel 1989.